# Haematopota champlaini
Haematopota champlaini är en tvåvingeart som först beskrevs av Philip 1953.  Haematopota champlaini ingår i släktet Haematopota och familjen bromsar. Inga underarter finns listade i Catalogue of Life.